# Motorhaube
Die Motorhaube (auch Kühlerhaube) ist die äußere Abdeckung eines Motors.

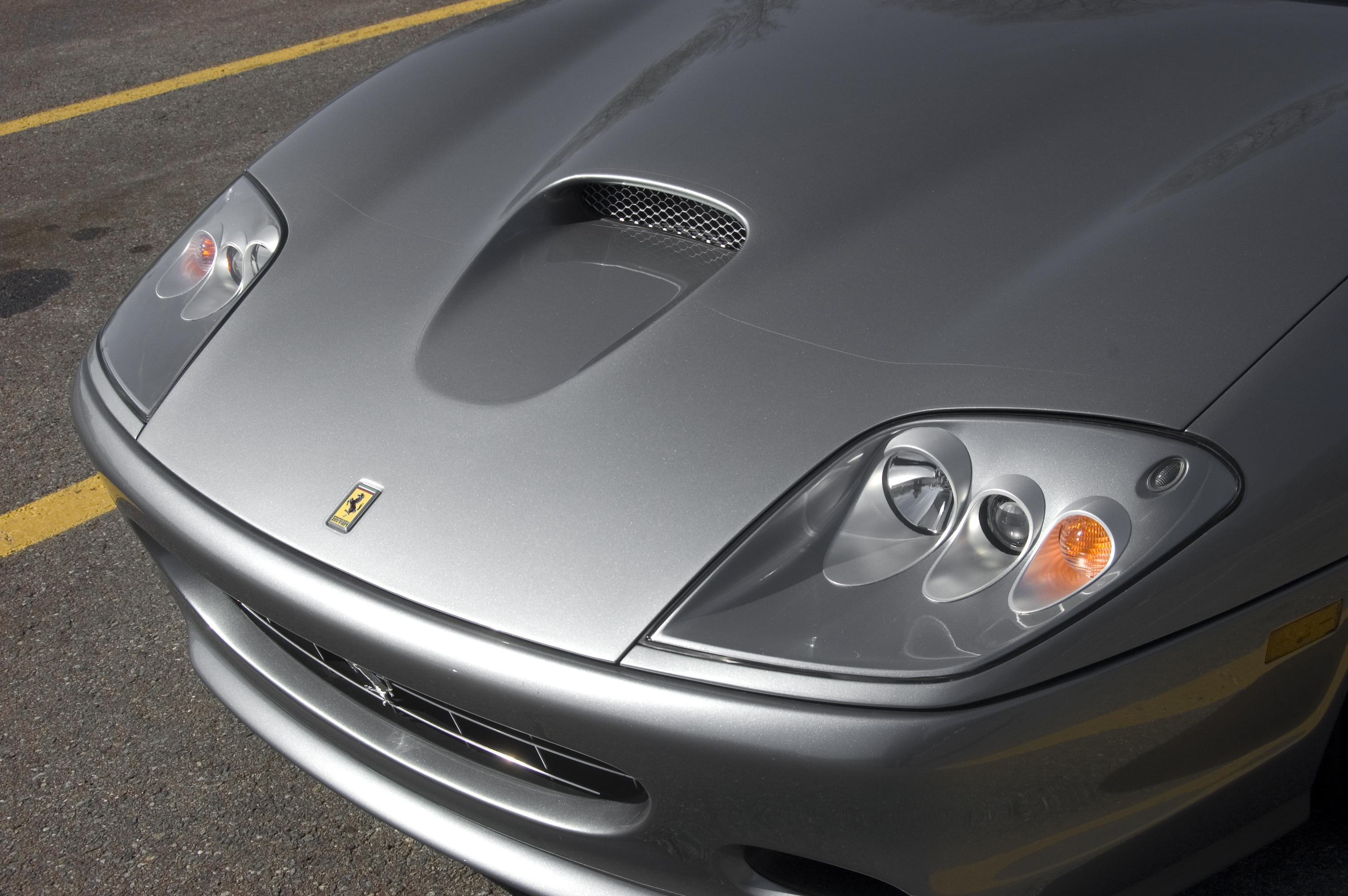
Um die Kühlung des Motorraums zu verbessern, haben Motorhauben von Sportwagen (hier an einem Ferrari 575 M „Superamerica“) häufig einen oder mehrere Lufteinlässe

Der Begriff Motorhaube ist vor allem im Bereich von Pkws gebräuchlich. Allgemein wird damit das zu öffnende Bauteil im Frontbereich einer Fahrzeug-Karosserie über dem Motor bezeichnet.
Bei manchen Fahrzeugen wird der Begriff Motorhaube mitunter falsch verwendet, da er mit der Vorstellung verbunden ist, dass die Motorhaube vorn an einem Fahrzeug zu finden ist. So wird beispielsweise beim Porsche 911 gelegentlich die vordere Kofferraumhaube als Motorhaube bezeichnet, obwohl dieses Fahrzeug einen Heckmotor hat und somit die Motorhaube im hinteren Bereich der Karosserie angebracht ist.
Die Motorhaube wird üblicherweise mit einem Griff seitlich im Fahrerfußraum entriegelt, selten (z. B. bei Ford-Fahrzeugen) auch mit dem Fahrzeugschlüssel. In der Regel muss zum vollständigen Öffnen ein Hebel unter der Haube oder im Grill betätigt werden.